# Lillkyro kyrka
Lillkyro kyrka ligger i Lillkyro i Vasa stad, Österbotten. Kyrkan stod färdig 1803, har en byggnadsyta på ca 1000 kvadratmeter och cirka 900 sittplatser. Den används av Vasa svenska församling och Lillkyro församling.

## Klockstapeln

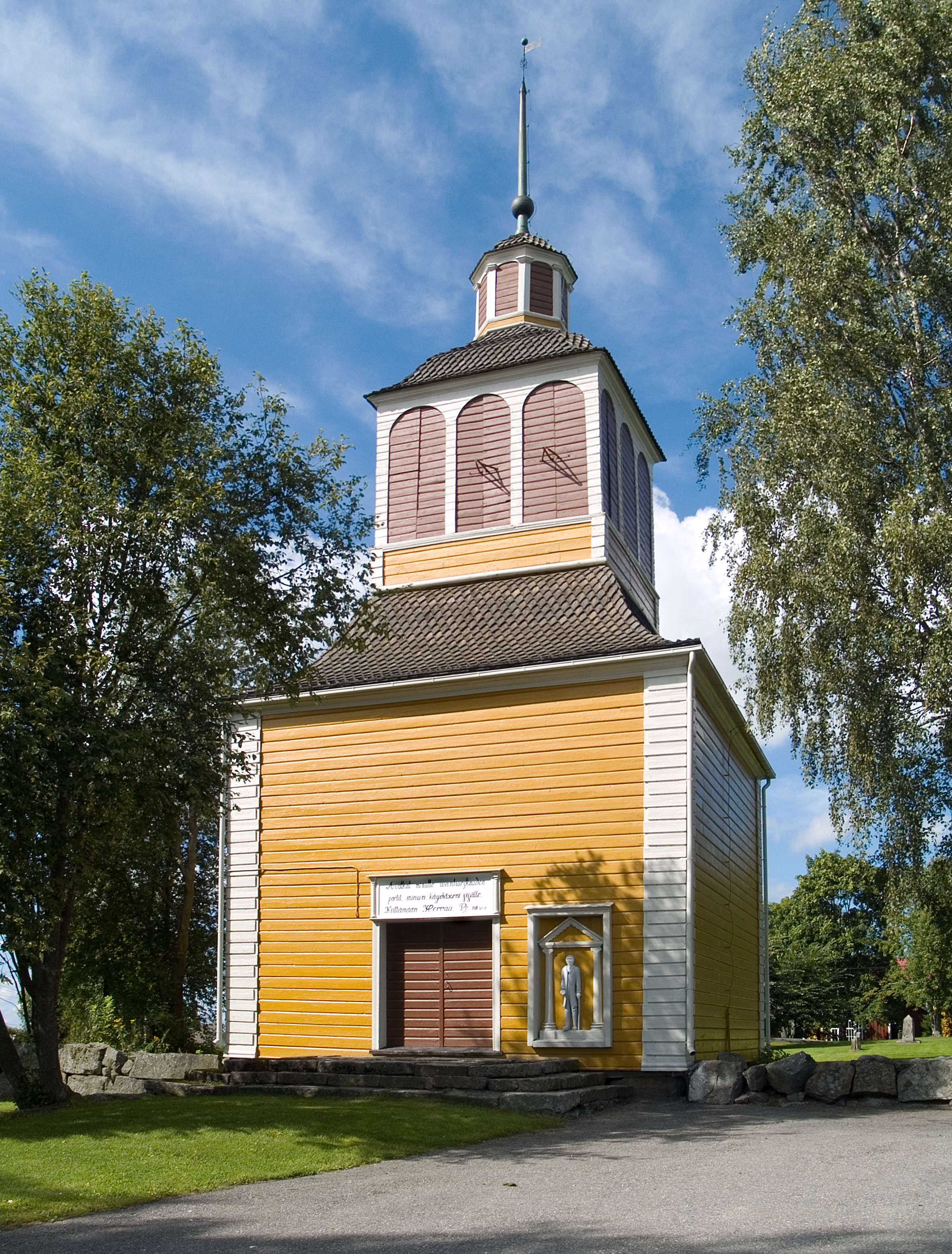
Klockstapeln

Klockstapeln byggdes 1767, medan den gamla kyrkan fortfarande stod kvar. Klockstapeln stod förr på den plats där hjältegravarna finns idag, men därifrån flyttades den till sin nuvarande plats 1804, efter att den nya kyrkan byggts. Det är inte känt vem som ritade eller byggde den.
Att den nya kyrkan inte försågs med något torn berodde inte enbart på att det blev billigare så utan även på att klockstapeln var i gott skick. Klockstapeln är 18 meter hög. Klockorna som förstördes under stora ofreden ersattes med nya år 1724 (340 kg) och år 1731 (510 kg).

## Uukonki (utgången)
Vid kyrkan finns också en sällsynt portbyggnad, uukanki el. uukonki (utgång). Man vet inte när denna byggnad uppfördes, men brädfodringen på innerväggarna visar att brädorna har tagits från den gamla kyrkan. På brädorna syns ännu spår av gamla väggmålningar som sannolikt målats på 1600-talet av kyrkomålaren Antti Yrjönpoika från Laihela. Som historisk byggnad hörande till kyrkogården är uukanki värdefull, fastän den numera inte har någon praktisk betydelse.

## Gamla begravningskapellet
Mittemot kyrkans huvudentré finns det gamla begravningskapellet, i vars källare man förvarade dem som dog på vintern innan en gemensam begravning av dem ordnades på våren då tjälen gått ur jorden. Det gamla kapellet byggdes 1835.
Efter att det nya kapellet och vintergraven tagits i bruk började den gamla ”trägravbyggnaden” användas som lager för ved o.dyl. Det reparerades grundligt 1976, men man behöll dess exteriör. Inomhus byggdes ett utrymme försett med kylanläggning för förvaring av avlidna.

## Hjältestatyn

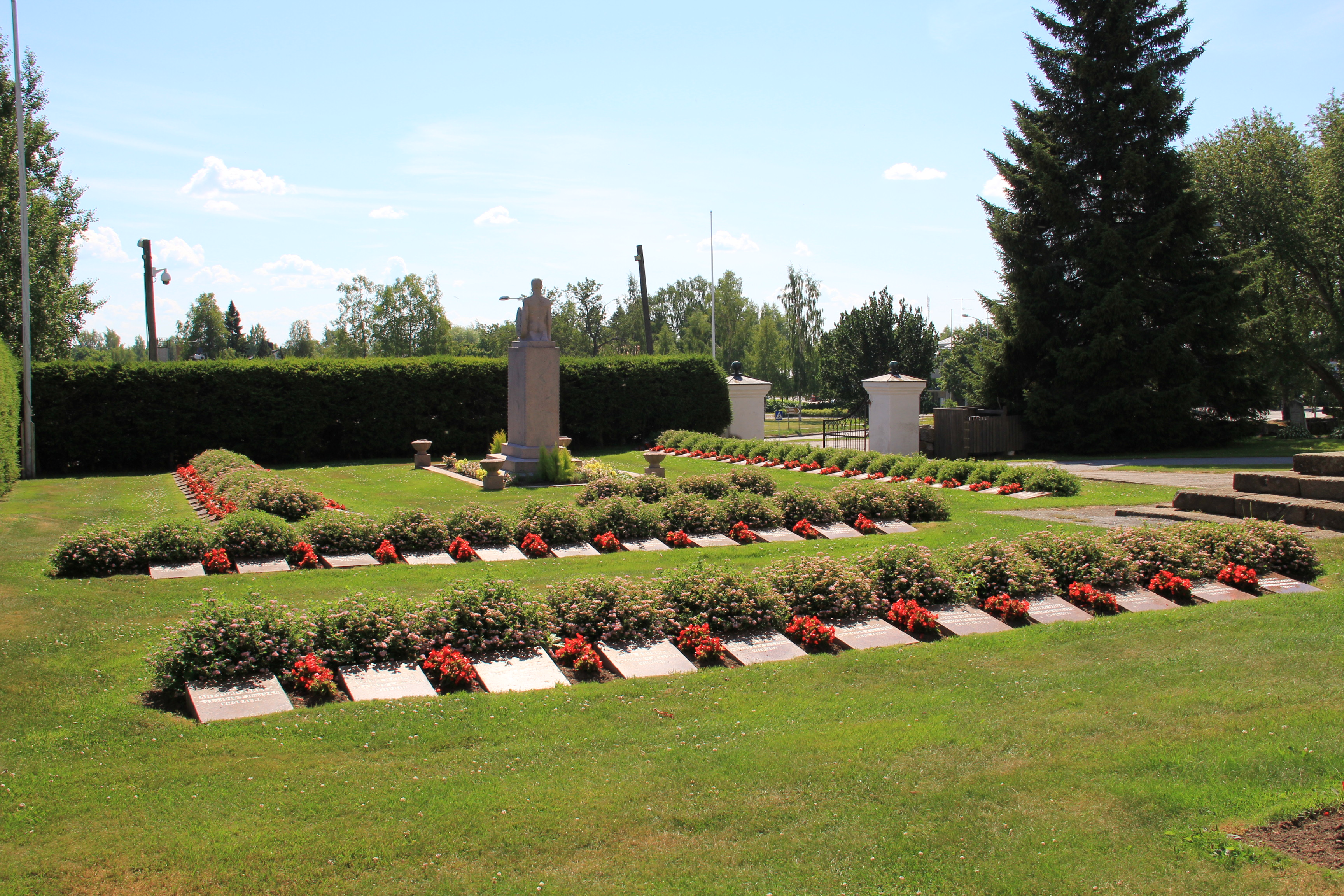
krigsgravar och statyn

Hjältestatyn har skapats av konstnär Ilmari Wirkkala och tillverkats av Oy Kranit i Helsingfors. Statyn är gjord av rödaktig granit från Hangö och föreställer en knäböjd frihetsvakt med svärd och med Finlands vapensköld vid sin sida. Statyn avtäcktes 1922.